# Inez van Dullemen

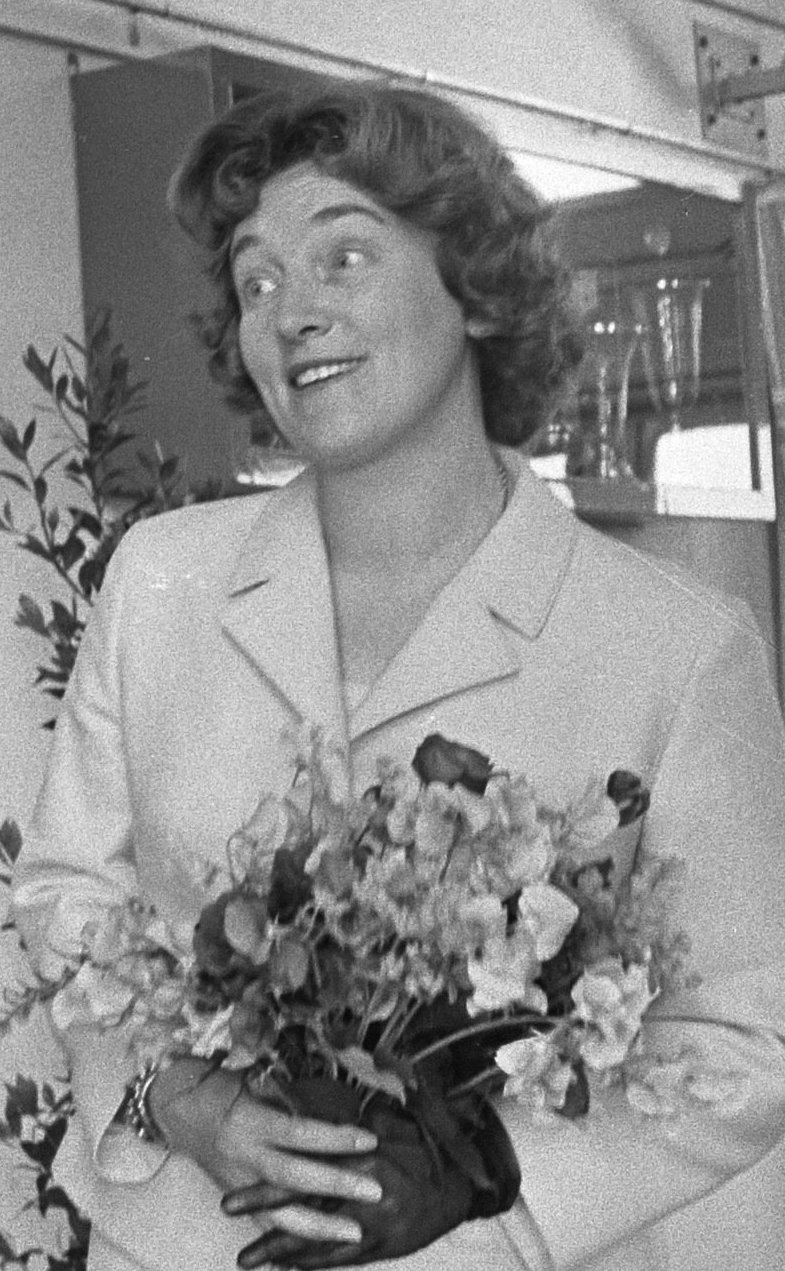
Inez van Dullemen, 1967

Inez van Dullemen (* 13. November 1925 in Amsterdam; † 24. November 2021 in Den Haag) war eine niederländische Schriftstellerin.

## Biographie
Van Dullemen wuchs in ihrer Heimatstadt Amsterdam auf. Ihr Vater, Nout van Dullemen, war Staatsanwalt und ihre Mutter, Jo de Wit, Schriftstellerin. Van Dullemen ging nach dem Zweiten Weltkrieg als Au-pair-Mädchen nach England und landete in Essex bei einem Verehrer des englischen Schriftstellers D.H. Lawrence. Hier entdeckte sie ihre Leidenschaft für die Schriftstellerei.
Van Dullemen debütierte 1949 mit Ontmoeting met de andere. In ihrem Werk steht die Begegnung mit anderen Menschen im Mittelpunkt, sowohl in kultureller als auch in sozialer Hinsicht. Für die Novelle Het wiel erhielt van Dullemen 1950 ein Reisestipendium und hielt sich anschließend ein Jahr lang in Spanien und Paris auf. In Paris lernte van Dullemen den Regisseur Erik Vos kennen, den sie 1954 heiratete.
Im Jahr 1961 erhielt sie den Multatuli-Preis für De oude man, 1967 den ANWB-Preis für Op zoek naar de olifant.
Im Jahr 1965 zog van Dullemen mit ihrer Familie für zwei Jahre in die Vereinigten Staaten. Von dort aus schickte van Dullemen Berichte an die Zeitung De Volkskrant über die amerikanische Gesellschaft. Ihre Arbeit wurde nüchterner und besser dokumentiert, was zu einer größeren Authentizität führte. 1976 erschien das Buch Vroeger is dood über den Verfall und Tod ihrer Eltern. Mit diesem Werk gelang van Dullemen der Durchbruch bei einem breiteren Publikum. Das Buch wurde mit dem Jan-Campert-Preis ausgezeichnet. 1987 wurde Vroeger is dood unter dem Titel Zeit des Abschieds unter der Regie von Ine Schenkkan verfilmt. Der Film erhielt den Filmpreis Goldenes Kalb.
In den 1980er Jahren unternahm van Dullemen weitere Reisen, die sie in mehreren Büchern verarbeitete. Darüber hinaus verfasste sie Bücher über historische Persönlichkeiten in fernen Ländern, wie z. B. Het land van rood en zwart  über das Leben von Gertrude Duby-Blom, die sich in den siebziger Jahren für die Erhaltung der Regenwälder einsetzte. Dieses Werk wurde 1996 mit dem Henriette-Roland-Holst-Preis ausgezeichnet. Ein weiteres Beispiel ist Maria Sibylla, een ongebruikelijke passie, ein Buch über das Leben von Anna Maria Sibylla Merian aus dem Jahr 2001.

## Werke
- Ontmoeting met de andere (1949)
- Het wiel (1950)
- Het verzuim (1954)
- De schaduw van de regen (1960)
- Een hand vol vonken (1961)
- Op zoek naar de olifant (1967)
- Luizenjournaal (1969)
- Bacchanten (1971)
- Logeren op een vulkaan (1971)
- Vroeger is dood (1976)
- Een ezelsdroom (1977)
- De vrouw met de vogelkop (1979)
- Eeuwig dag, eeuwig nacht (1981)
- Een zwarte hand op mijn borst (1983)
- Na de orkaan (1983)
- Het gevorkte beest (1986)
- Huis van ijs (1988)
- ¡Viva Mexico! (1988)
- Schrijf me in het zand (1989)
- Het land van rood en zwart (1993)
- De pijn van het scheppen (1996)
- De rozendief (1998)
- Maria Sibylla, een ongebruikelijke passie (2001)
- De komst van de rustverstoorder (2004)
- Heldendroom (2007)
- Vogelvlucht (2010)
- Twee Zusters (2012)
- De twee rivieren (2015)
- Een schip vol meloenen (2017)